# Unione Sportiva Fasano 1990-1991
Questa pagina raccoglie le informazioni riguardanti l'Unione Sportiva Fasano nelle competizioni ufficiali della stagione 1990-1991.

## Rosa
| N. |                   | Ruolo | Calciatore                 |
| -- | ----------------- | ----- | -------------------------- |
|    | Italia (bandiera) | D     | Nicola Amelio              |
|    | Italia (bandiera) | D     | Michele Ammmendola         |
|    | Italia (bandiera) | C     | Cosimo Arsenio             |
|    | Italia (bandiera) | C     | Giuseppe Aureli            |
|    | Italia (bandiera) | A     | Gerardo Berardi            |
|    | Italia (bandiera) | D     | Donato Colucci             |
|    | Italia (bandiera) | D     | Andrea De Angelis          |
|    | Italia (bandiera) | C     | Antonio De Lorenzo Buratta |
|    | Italia (bandiera) |       | De Luca                    |
|    | Italia (bandiera) | A     | Francesco De Napoli        |
|    | Italia (bandiera) | C     | Claudio De Tommasi         |
|    | Italia (bandiera) | D     | Fabrizio Fantoni           |
|    | Italia (bandiera) | D     | Luciano Foschi             |
|    | Italia (bandiera) | C     | Angelo Galfano             |
|    | Italia (bandiera) | D     | Giuseppe Giovannico        |

| N. |                   | Ruolo | Calciatore             |  |
| -- | ----------------- | ----- | ---------------------- |  |
|    | Italia (bandiera) | C     | Giovanni Grande        |  |
|    | Italia (bandiera) | D     | Massimo Gregori        |  |
|    | Italia (bandiera) | C     | Sergio Mari            |  |
|    | Italia (bandiera) | A     | Alberto Martignon      |  |
|    | Italia (bandiera) | C     | Vito Olive (I)         |  |
|    | Italia (bandiera) | D     | Armando Pellegrini     |  |
|    | Italia (bandiera) | P     | Nicolantonio Pilagatti |  |
|    | Italia (bandiera) | C     | Danilo Piliego         |  |
|    | Italia (bandiera) | A     | Gioacchino Priscindaro |  |
|    | Italia (bandiera) | P     | Marco Sapochetti       |  |
|    | Italia (bandiera) | C     | Gianclaudio Semeraro   |  |
|    | Italia (bandiera) | D     | Domenico Trimigliozzi  |  |
|    | Italia (bandiera) | C     | Giovanni Turchiarulo   |  |
|    | Italia (bandiera) | P     | Roberto Vergallo       |  |